# Горбань сріблястий
Горбань сріблястий (Argyrosomus regius) — риба родини Горбаневі (Sciaenidae). Зовнішні подібний до лаврака, має перлиново-сріблясте забарвлення і жовтий рот. Довжина в межах 40-50 см, максимальна 2 м, при вазі до 55 кг. Хижа риба, що заселяє пелагічну прибережну зону, на глибинах від 15 до 300 м.

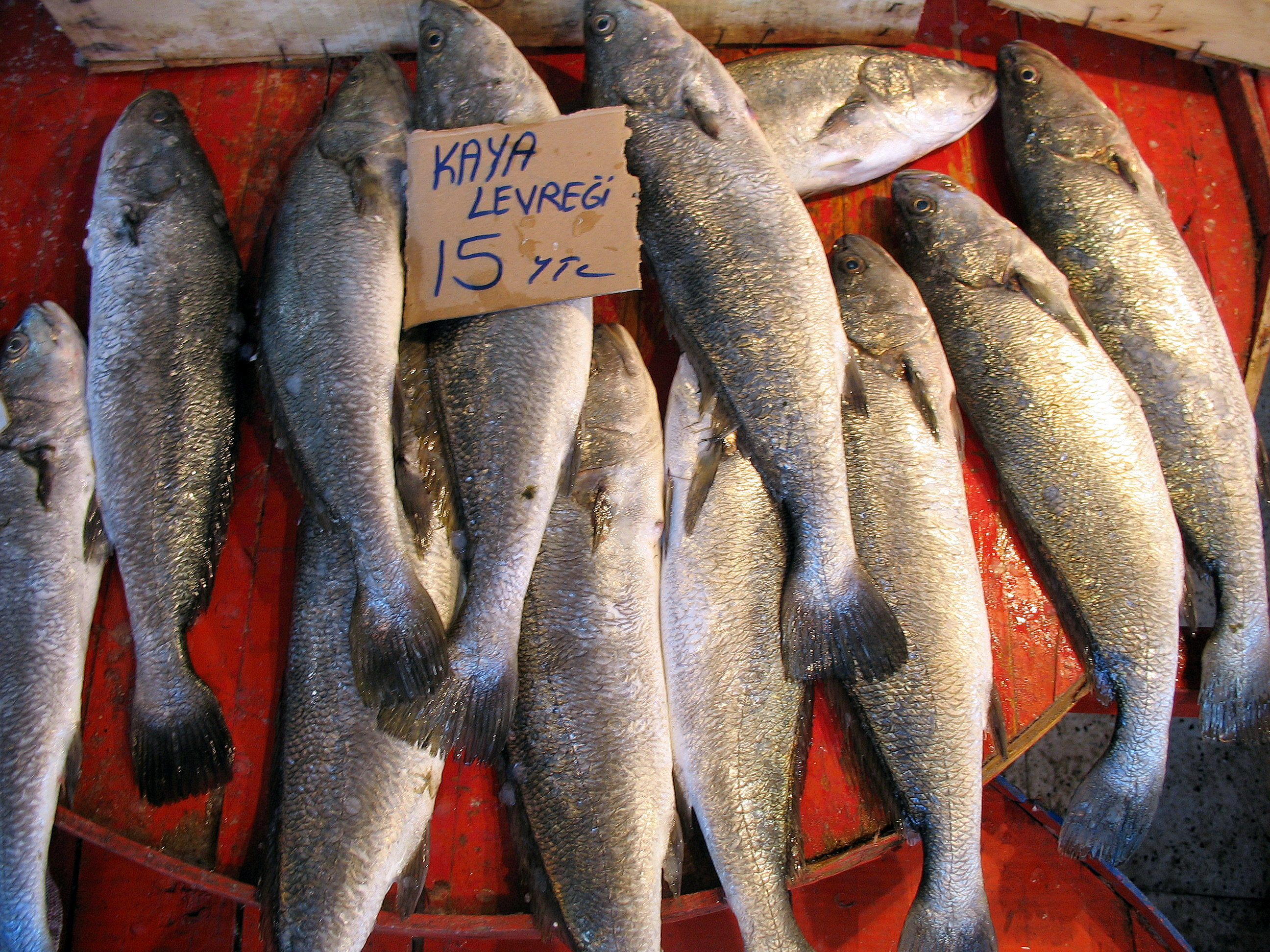
Горбані сріблясті на продаж у Туреччині

Ареал виду охоплює східну Атлантику від Норвегії до Гібралтару і Конго, Середземне море включно. До Червоного моря вид потрапив через Суецький канал. У Чорному морі відзначений для берегів Туреччини і України.

## Ресурси Інтернету
- List of names in the various countries [Архівовано 31 березня 2014 у Wayback Machine.]
- Description [Архівовано 24 листопада 2010 у Wayback Machine.]
- Taxonomy of Argyrosomus genus [Архівовано 28 липня 2013 у Wayback Machine.]